# Idrossimalonato deidrogenasi
La idrossimalonato deidrogenasi è un enzima appartenente alla classe delle ossidoreduttasi, che catalizza la seguente reazione:
idrossimalonato + NAD+ ⇄ ossomalonato + NADH + H+